# Johan Göransson Gyllenstierna
Johan Göransson Gyllenstierna, född 18 februari 1635 på Älvsjö gård i Brännkyrka socken vid Stockholm, död 10 juni 1680, var en svensk friherre och senare greve av ätten Gyllenstierna. Gyllenstierna var riksråd och Karl XI:s gunstling vilket gjorde honom till en av Sveriges mäktigaste män vid sin död. Han var son till amiral Göran Göransson Gyllenstierna den äldre och bror till Jöran Gyllenstierna. Han var ogift.

## Biografi
På hemvägen efter en utlandsresa sedan han avslutat sina studier vid Uppsala universitet sammanträffade Gyllenstierna med Karl X Gustav på de danska öarna 1658. Han utsågs av kungen till kammarherre och fick övervara förhandlingarna i rådet. År 1660 utnämndes Gyllenstierna till kansliråd av Karl X Gustav. Vid riksdagens samma år och den fyra år senare den följande 1664 års riksdag framträdde han som huvudman för den yngre och lägre adeln i dess strid mot de äldre grevliga och friherrliga ätterna, vilkas rättigheter han, trots att han själv var högättad, ville inskränka. År 1664 förde han även fram krav på att delar av adelns gods skulle återföras till kronan.
För att oskadliggöra honom och hans agenda utnämnde högadeln honom 1666 till hovkansler och vid 1668 års riksdag  till lantmarskalk. Vid riksdagens slut inkallades han av Karl XI:s förmyndarregeringen i riksrådet, där han snart framträdde som den mest hängivne motståndaren till rikskanslern Magnus Gabriel De la Gardies franskvänliga politik.
Gentemot dennes lättsinniga utrikespolitik och slösaktiga inrikespolitik yrkade Gyllenstierna, att Sverige väl utåt skulle hävda sitt anseende men inte onödigtvis kasta sig in i äventyrligheter, och att man skulle göra sig beredd att möta eventuella yttre faror genom ordning och sparsamhet i statsförvaltningen. Alla hans varningar till trots, kom dock 1672 det franska förbundet till stånd, och Sverige blev därmed snart indraget i ett krig, som till det yttersta skulle pröva landets krafter. 
Gyllenstierna var dock en av dem, som i dessa kritiska tider skulle i främsta ledet visa prov på sinnesnärvaro, rådighet och uthållighet. Under det skånska fälttåget ställd vid Karl XI:s sida, lyckades Gyllenstierna till den grad vinna konungens öra, att han slutligen blev den ende och allsmäktige ledaren av hans vilja. Också hade han under samma krig gjort landet och konungen ovärderliga tjänster. Det var han, som jämte Ascheberg tillstyrkte och påskyndade tåget inåt Halland, som kröntes med segern i slaget vid Halmstad. Vidare var det han, som jämte Erik Dahlbergh med beundransvärd skyndsamhet samlade och ordnade den här, varmed konungen vann den avgörande segern i slaget vid Lund och återtog Skåne. Och slutligen var det Gyllenstierna, som i spetsen för en hop smålandsbönder återtog Blekinge och ryckte Kristianopel och Karlshamn ur danskarnas händer. 

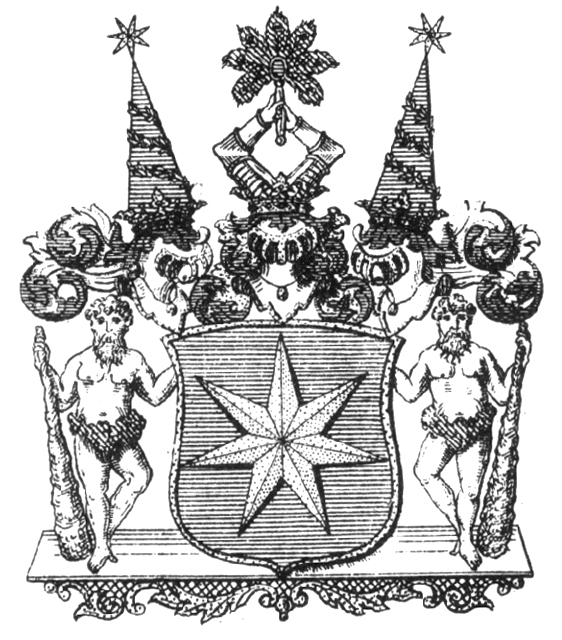
Vapensköld för grevliga ätten Gyllenstierna af Björkösund och Heljö.

Gyllenstierna, vilken 1674 förlänades grevlig värdighet, var 1679 Sveriges befullmäktigade ombud vid fredskongressen i Lund, där han även lyckades åstadkomma en överenskommelse om gemensam utrikespolitik mellan de nordiska rikena. Han lyckades även få till stånd en myntkonvention, som röjde en för tidens förhållanden framsynt blick.
I Skåne försökte Gyllenstierna genom det så kallade edkrävartåget 1677 förmå bönderna att förhålla sig lojala mot den svenska kronan. Han lade också ned mycket möda på landskapets försvenskning. Gyllenstierna fick av kungen i uppdrag att finna en lämplig plats för en ny örlogshamn och hans val föll på Trossön – nuvarande Karlskrona – i Blekinge.
1679 utnämnd till generalguvernör över de forna danska provinserna, fick Gyllenstierna ej uppleva verkställigheten av sina omfattande planer. 1680 angreps han av en häftig sjukdom, som lät ana hans nära förestående död. Själv hoppades han i det längsta på sin förbättring. Men allt tätare slöt sig dödens skuggor omkring hans läger, och den även i lekamligt hänseende så kraftfulle mannen måste nedstiga i graven vid fyrtiofem års ålder i Landskrona 10 juni 1680.

## Historisk värdering
Johan Gyllenstiernas eftersträvade en självständig politisk ställning för Sverige, att göra landet oberoende av främmande makter och betrygga dess framtid genom ett nära förbund med Danmark och genom en stark krigsmakt, som huvudsakligen borde bestå i ett väl ordnat sjöförsvar. Men för att detta skulle låta sig göra, ansåg han att det var nödvändigt att underkasta rådet en undersökning för dess förmyndareförvaltning, att företaga en reduktion av de till adeln förlänade kronogodsen och överlämna hela makten i konungens hand. 
Runt detta råder det stor enighet i källorna, däremot råder det mer delade åsikter om hans motivation och karaktär. Hans fysionomi var grov och storvuxen vilket tillsammans med Johans lite plumpa och framfusiga sätt att uttrycka sig ledde till öknamnen Grov-Jan och Starke-Jan, samt det ännu mindre smickrande, grobian. Enligt uppgift ska drottning Kristina aldrig ha tålt honom på grund av hans ohyfsade seder, men detta var en del av propagandan mot honom. .
Det fanns någonting i Gyllenstiernas personlighet, som mäktigt tilltalade konungen. Hans kraftfulla beslutsamhet, fria umgängessätt och flärdfria uppträdande – i allt detta rådde en stor överensstämmelse mellan honom och Karl XI, som bidrog i väsentlig grad att ge honom den senares välvilja. I samma mån Gyllenstierna kände sig fast i konungens förtroende, ju tydligare framställde han för denne sina planer. Johan var mot slutet av sin levnad en mycket mäktig man, sannolikt efter kungen den mäktigaste i Sverige.
Gyllenstierna hade en ovanlig förmåga att härska, men kanske en ännu häftigare åtrå att vara ensam om härskaremakten. Det öppenhjärtiga eller rättare framfusiga sätt han av naturen hade och kanske med flit bibehöll troddes av många vara antaget endast för skens skull och för att så mycket lättare narra de godtrogna. I sin samtid ansågs han av sina fiender vara falsk, maktlysten och opålitlig, vilket en del äldre historieskrivare tagit till sig.

## Eftermäle
Gyllenstiernsgatan i Stockholm är uppkallad efter honom.